# Ґрайфенштайніт
Ґрайфенштайніт — мінерал, фосфат берилію з формулою: Ca2Fe2+5Be4(PO4)6(OH)4·6H2O. Це домінантний Fe2+-член групи рошериту. Він кристалізується в моноклінній сингонії та зазвичай утворює призматичні темно-оливково-зелені кристали.
Вперше його було описано в Німеччині на скелях Ґрайфенштайн, Еренфрідерсдорф; він названий на честь цього місця. У типовій місцевості він зустрічається в межах багатого на літій пегматиту в міаролових порожнинах.
Схвалено Міжнародною мінералогічною асоціацією у 2002 році.